# Manuel Padilla Villa
Manuel Padilla Villa fue un destacado líder agrarista, servidor público y legislador mexicano, cuya vida y trayectoria reflejan el papel fundamental de los liderazgos comunitarios en la consolidación institucional del México moderno. Nacido el 29 de mayo de 1902 en Cuerámaro, Guanajuato, dedicó más de cinco décadas al servicio público, articulando las demandas del campo con las estructuras partidistas y legislativas del país.

## Biografía
En 1918, a los 16 años, emigró a Chicago, Illinois, donde cursó estudios en la John L. Marsh High School. Durante esta etapa se incorporó al ámbito industrial estadounidense, trabajando en la United States Steel Company, en talleres mecánicos de la Ford Motor Company y en el ferrocarril Rock Island R.R. Company. Esta experiencia le otorgó una perspectiva internacional del trabajo, la organización obrera y el desarrollo urbano, que más adelante influiría en su gestión pública local.
De regreso en Cuerámaro, se integró de inmediato a la vida institucional de su comunidad. Ocupó el cargo de Secretario General del Juzgado Único Municipal entre 1933 y 1934, y ese mismo año fue designado Secretario de la Presidencia Municipal. Su mayor relevancia política local llegó como Presidente del Comisariado Ejidal del Ejido Cuerámaro (1938–1952), en el contexto del reparto agrario postrevolucionario

## Incursión en la Política
En 1946 fue electo Presidente Municipal de Cuerámaro, cargo desde el cual impulsó proyectos de infraestructura pública como el alumbrado del centro de la ciudad, la introducción de las primeras líneas telefónicas y la ampliación de servicios sanitarios. En 1947 participó como candidato a Secretario General Estatal de la Confederación Nacional Campesina (CNC) en Guanajuato, siendo nombrado suplente del titular.
Su vinculación con el Partido Revolucionario Institucional (PRI) fue constante. En 1949 fue designado delegado municipal en el proceso interno de selección de candidato a diputado federal y reconocido como copartidario distinguido. En 1954 colaboró como ayudante del diputado Antonio Lomelí Garduño, con quien participó en la promoción de proyectos legislativos y actividades partidarias a nivel estatal.

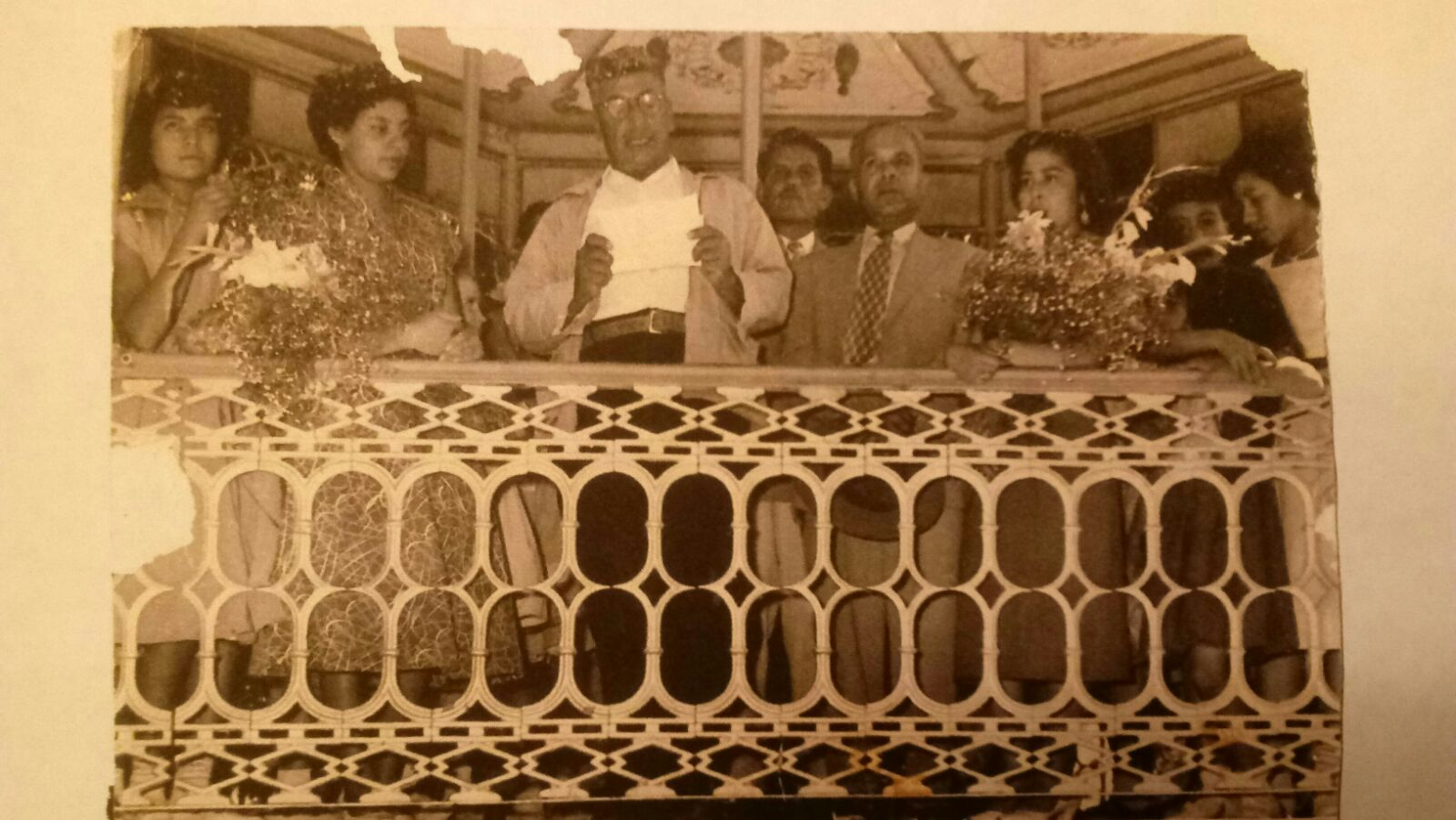
Discurso durante campaña

Fue el primer Diputado Federal de Cuerámaro (1955-1958), por el Distrito electoral federal 4 de Guanajuato, 
representó al Estado de Guanajuato durante el Gobierno del Presidente de la República Adolfo Ruiz Cortines (1952-1958) donde conoció a varios de los principales políticos de la época, entre ellos Benigno Abúndez Chávez, Alberto Alcalá de Lira, Raúl Bolaños-Cacho Güendulain, Luis M. Farías, Flavio Romero de Velasco, José López Bermúdez, Fernando Pámanes Escobedo y Carlos Sansores Pérez, con quienes compartió Legislatura. Fue muy cercano a Rafael Corrales Ayala, Aurelio García Sierra y al General Tomás  Sánchez Hernández.
Participó como delegado en la Convención Nacional del Partido Revolucionario Institucional, el 15 de noviembre de 1957, donde se nombró candidato presidencial a Adolfo López Mateos.

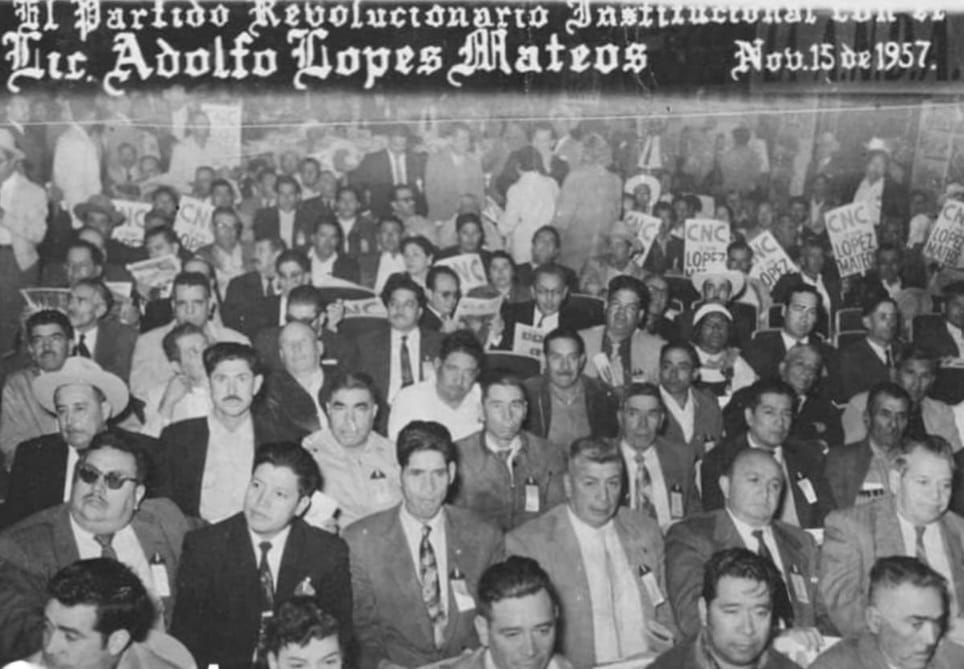
Delegados José López Bermudez, Aurelio García Sierra, Manuel Padilla Villa y Carlos Sansores Pérez, durante la convención de Adolfo López Mateos.

.